# Orgeval (Yvelines)
Orgeval és un municipi francès, situat al departament d'Yvelines i a la regió de Illa de França. L'any 2007 tenia 5.795 habitants.
Forma part del cantó de Verneuil-sur-Seine, del districte de Saint-Germain-en-Laye i de la Comunitat urbana Grand Paris Seine et Oise.

## Demografia

### Població
El 2007 la població de fet d'Orgeval era de 5.795 persones. Hi havia 2.008 famílies, de les quals 322 eren unipersonals (131 homes vivint sols i 191 dones vivint soles), 593 parelles sense fills, 956 parelles amb fills i 137 famílies monoparentals amb fills.
La població ha evolucionat segons el següent gràfic:
Habitants censats

### Habitatges
El 2007 hi havia 2.213 habitatges, 2.041 eren l'habitatge principal de la família, 53 eren segones residències i 119 estaven desocupats. 1.975 eren cases i 215 eren apartaments. Dels 2.041 habitatges principals, 1.640 estaven ocupats pels seus propietaris, 313 estaven llogats i ocupats pels llogaters i 88 estaven cedits a títol gratuït; 18 tenien una cambra, 82 en tenien dues, 197 en tenien tres, 331 en tenien quatre i 1.413 en tenien cinc o més. 1.723 habitatges disposaven pel capbaix d'una plaça de pàrquing. A 692 habitatges hi havia un automòbil i a 1.246 n'hi havia dos o més.

### Piràmide de població
La piràmide de població per edats i sexe el 2009 era:
| Homes | Edats   | Dones |
| ----- | ------- | ----- |
| 0     | 95 o +  | 0     |
| 4     | 90 a 94 | 32    |
| 20    | 85 a 89 | 20    |
| 28    | 80 a 84 | 28    |
| 40    | 75 a 79 | 56    |
| 100   | 70 a 74 | 52    |
| 124   | 65 a 69 | 128   |
| 164   | 60 a 64 | 144   |
| 160   | 55 a 59 | 196   |
| 256   | 50 a 54 | 208   |
| 172   | 45 a 49 | 224   |
| 168   | 40 a 44 | 160   |
| 152   | 35 a 39 | 148   |
| 116   | 30 a 34 | 168   |
| 132   | 25 a 29 | 84    |
| 120   | 20 a 24 | 132   |
| 148   | 15 a 19 | 176   |
| 176   | 10 a 14 | 152   |
| 184   | 5 a 9   | 124   |
| 184   | 0 a 4   | 136   |

## Economia
El 2007 la població en edat de treballar era de 3.566 persones, 2.532 eren actives i 1.034 eren inactives. De les 2.532 persones actives 2.327 estaven ocupades (1.293 homes i 1.034 dones) i 205 estaven aturades (98 homes i 107 dones). De les 1.034 persones inactives 246 estaven jubilades, 393 estaven estudiant i 395 estaven classificades com a «altres inactius».

### Ingressos
El 2009 a Orgeval hi havia 2.044 unitats fiscals que integraven 6.057 persones, la mediana anual d'ingressos fiscals per persona era de 33.681,5 €.

### Activitats econòmiques
Dels 528 establiments que hi havia el 2007, 1 era d'una empresa extractiva, 4 d'empreses alimentàries, 2 d'empreses de fabricació de material elèctric, 8 d'empreses de fabricació d'altres productes industrials, 47 d'empreses de construcció, 186 d'empreses de comerç i reparació d'automòbils, 11 d'empreses de transport, 32 d'empreses d'hostatgeria i restauració, 18 d'empreses d'informació i comunicació, 23 d'empreses financeres, 39 d'empreses immobiliàries, 92 d'empreses de serveis, 42 d'entitats de l'administració pública i 23 d'empreses classificades com a «altres activitats de serveis».
Dels 92 establiments de servei als particulars que hi havia el 2009, 1 era una gendarmeria, 1 oficina de correu, 6 oficines bancàries, 9 tallers de reparació d'automòbils i de material agrícola, 1 taller d'inspecció tècnica de vehicles, 1 autoescola, 7 paletes, 3 guixaires pintors, 6 fusteries, 8 lampisteries, 5 electricistes, 4 empreses de construcció, 6 perruqueries, 1 veterinari, 21 restaurants, 8 agències immobiliàries, 2 tintoreries i 2 salons de bellesa.
Dels 99 establiments comercials que hi havia el 2009, 2 eren hipermercats, 3 supermercats, 3 grans superfícies de material de bricolatge, 1 una botiga de més de 120 m², 3 fleques, 1 una fleca, 3 llibreries, 5 botigues de roba, 12 botigues d'equipament de la llar, 4 sabateries, 3 botigues d'electrodomèstics, 34 botigues de mobles, 6 botigues de material esportiu, 4 botigues de material de revestiment de parets i terra, 3 drogueries, 4 perfumeries, 1 una perfumeria i 7 floristeries.
L'any 2000 a Orgeval hi havia 11 explotacions agrícoles.

## Equipaments sanitaris i escolars
Els 2 equipaments sanitaris que hi havia el 2009 eren farmàcies.
El 2009 hi havia 1 escola maternal i 2 escoles elementals.
Orgeval disposava d'un centre de formació no universitària superior de formació sanitària.

## Poblacions més properes
El següent diagrama mostra les poblacions més properes.